# Никмадду II
Никмадду II (амор. 𒇽𒃻𒈠𒀭𒅎 niqma haddu, «месть Хадада») — второй правитель и царь Угарита, древнесирийского города-государства на северо-западе Сирии.

## Биография
Никмадду был наследником отца Аммиттамру I и правил с 1350 по 1315 год до н. э. (или с 1380 по 1346 год до н. э.). Он взял тронное имя аморейского царя Никмадду, что означает «утвердившийся Хадду», для утверждения своей аморейской династии на троне Угарита. Точная дата восшествия на престол неизвестна. Он мог быть современником египетских фараонов Эхнатона и Тутанхамона и хеттского правителя Суппилулиумы I, вассалом которого стал.
У Никмадду сложились хорошие отношения с Египтом, но в начале правления возник конфликт с амореями из-за территории Сиянну. Его сын Архальбу II после правил недолго, и трон занял следующий сын — Никмепа VI.
Он изображён на алебастровой вазе рядом с женщиной в египетском придворном платье, чьё имя установить невозможно. 
Также по его распоряжению верховным жрецом храма Баала был записан на глиняные таблички  «Цикле про Баала» о боге Хаду / Баале; на табличках он обозначен  как царь nqmd.
Никмадду II

### Договор с хеттским царём Суппилулиумой I
Договор хеттского правителя Суппилулиумы I с угаритским царём Никмадду II, вероятно, является итогом второй сирийской кампании хеттских царей:
Когда Итур-Адду, царь Мукиша, Адду-Нирари, 3 царь Нухашша и Аки-Тешшупа, царь Нийи 4 отпали от Суппилулиумы, 5 собрали они свои войска и 6 осадили Угарит и 8 разорили страну. 9 Тогда обратился Никмадду 10 к Великому правителю и царю Хатти и написал: 11 «Мой господин, хочу я спастись из рук врагов 14. Цари давят на меня». 16 Великий правитель направил принцев и с ними пешие войска 18 [Здесь текст обрывается. Из содержания ясно, что Угарит выстоял и стал вассалом Суппилулиумы. Конец таблички гласит:] 1 И Великий правитель Хатти 2 узрел преданность Никмадду. 3 Заключили они 4 договор 5. 6 Если в будущем 7 беженцы из 8 других стран 11 сбегут и 12 13 поступят на службу царю,15 должен другой царь другой страны 16 не принимать их по 17 распоряжению Никмадду и 18 его сыновей и внуков,19 до далёких времён.